# Barbara B. Kennelly

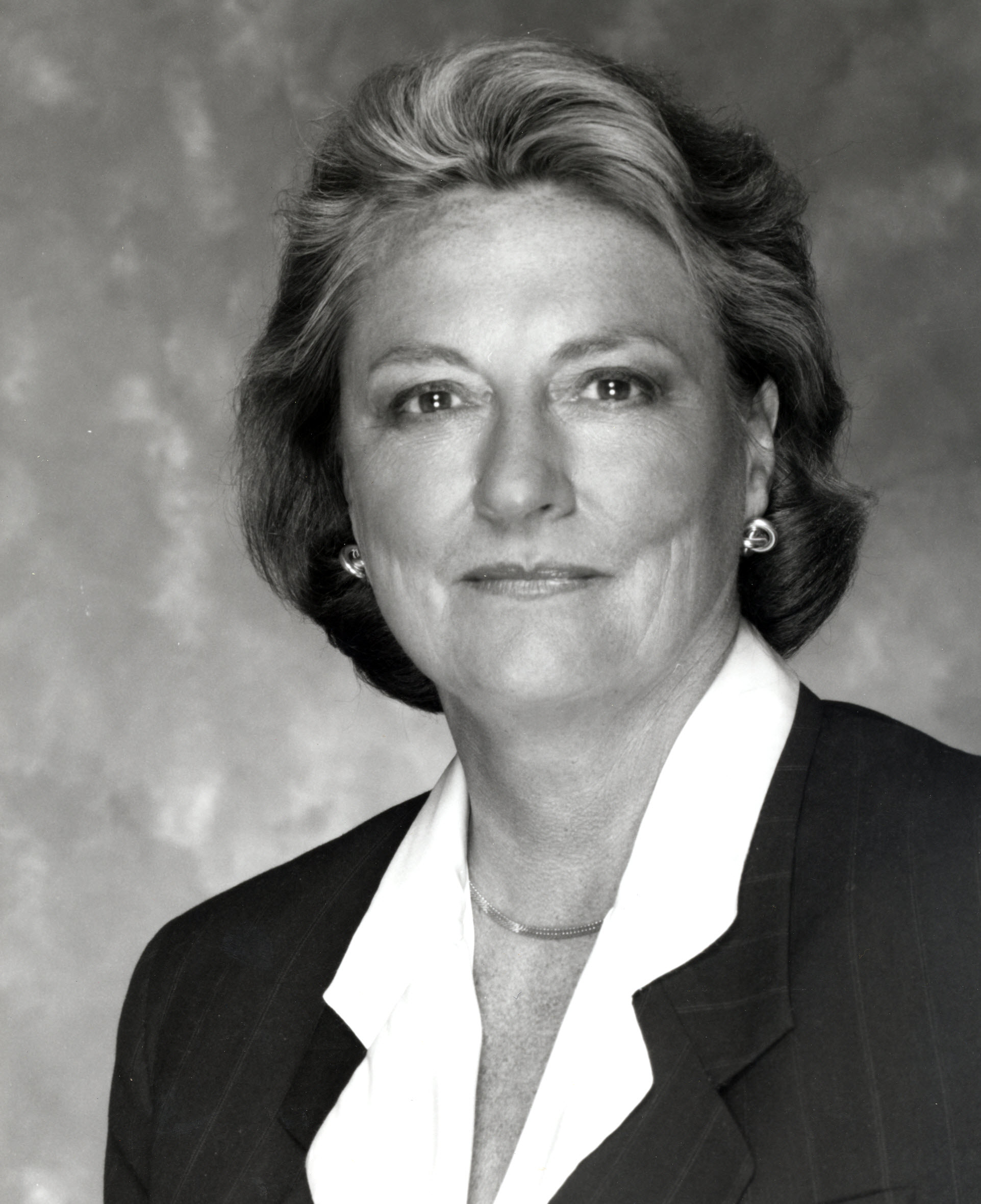
Barbara B. Kennelly

Barbara Bailey Kennelly (* 10. Juli 1936 in Hartford, Connecticut) ist eine US-amerikanische Politikerin. Zwischen 1982 und 1999 vertrat sie den ersten Wahlbezirk des Bundesstaates Connecticut im US-Repräsentantenhaus.

## Werdegang
Barbara Kennelly wurde 1936 als Barbara Ann Bailey geboren. Sie ist die Tochter von John Moran Bailey, einem langjährigen Parteichef der Demokraten in Connecticut, der von 1961 bis 1968 auch dem Democratic National Committee vorstand. Sie besuchte die Joseph Cathedral School und danach bis 1954 die Mount St. Joseph Academy in Hartford. Dann setzte sie ihre Ausbildung bis 1958 am Trinity College in Washington, D.C. sowie anschließend bis 1959 an der Harvard University fort, wo sie Betriebswirtschaftslehre (Business Administration) studierte. Sie beendete ihre Ausbildung im Jahr 1971 am Trinity College in Hartford.
Politisch wurde sie wie ihr Vater Mitglied der Demokratischen Partei. Zwischen 1975 und 1979 saß sie im Stadtrat von Hartford; von 1979 bis 1982 war sie als Secretary of State geschäftsführende Beamtin in der Staatsregierung von Connecticut. Nach dem Tod des Kongressabgeordneten William R. Cotter wurde sie bei der notwendig gewordenen Nachwahl als dessen Nachfolgerin in das US-Repräsentantenhaus in Washington gewählt. Dort trat sie am 12. Januar 1982 ihr neues Mandat an. Nach acht Wiederwahlen konnte sie bis zum 3. Januar 1999 im Kongress verbleiben.
Im Jahr 1998 verzichtete sie auf eine weitere Kandidatur. Stattdessen bewarb sie sich erfolglos um die Stelle des Gouverneurs von Connecticut; sie unterlag dem republikanischen Amtsinhaber John G. Rowland. Seit 2002 ist sie Präsidentin des Komitees zur Erhaltung des Sozialversicherungssystems und des Krankenversicherungssystems Medicare. Sie ist auch Vorstandsmitglied der International Foundation for Electoral Systems, die in vielen Ländern Wahlhilfe betreibt.
Barbara Kennelly war mit dem inzwischen verstorbenen Rechtsanwalt James J. Kennelly verheiratet, der Abgeordneter und Präsident im Repräsentantenhaus von Connecticut war.